# Harold Williams
Harold Williams (6 de abril de 1876, Auckland, Nueva Zelanda - 18 de noviembre de 1928, Londres, Inglaterra) fue un periodista neozelandés, editor extranjero de The Times y políglota, considerado uno de los políglotas que más idiomas ha hablado en la historia, dijo: he conocido más de 60 idiomas y otros dialectos relacionados.
Fue, según el Libro Guinness de los récords, la persona capaz de hablar más idiomas y dialectos de la historia.